# Andrzej Wiśniewski (ur. 1953)
Andrzej Wiśniewski (ur. 8 czerwca 1953 w Olkowicach) – polski polityk, samorządowiec, rolnik indywidualny, poseł na Sejm II kadencji.

## Życiorys
W 1974 ukończył Technikum Rolnicze w Zwoleniu, następnie studia w Wyższej Szkole Biznesu im. Jana Chrapka w Radomiu oraz studia podyplomowe w zakresie kontroli i audytu wewnętrznego w gospodarce i administracji publicznej.
W latach 1981–1988 działał w ZMW, zasiadał we władzach krajowych i regionalnych tej organizacji. Od 1990 do 1998 pełnił funkcję wójta gminy Promna. Sprawował mandat posła II kadencji, wybranego w okręgu radomskim z listy Polskiego Stronnictwa Ludowego. W latach 1998–2006 był starostą i radnym powiatu białobrzeskiego. Ukończył wyższy kurs obrony w Akademii Obrony Narodowej. Został też wiceprezesem zarządu powiatowego PSL w Białobrzegach, członkiem zarządu wojewódzkiego na Mazowszu, prezesem zarządu powiatowego i członkiem władz wojewódzkich OSP oraz członkiem Okręgowej Rady Łowieckiej w Radomiu.
Od 1997 kilkakrotnie bez powodzenia kandydował do parlamentu, m.in. w przedterminowych wyborach parlamentarnych w 2007.